# Muchomor szaropłowy

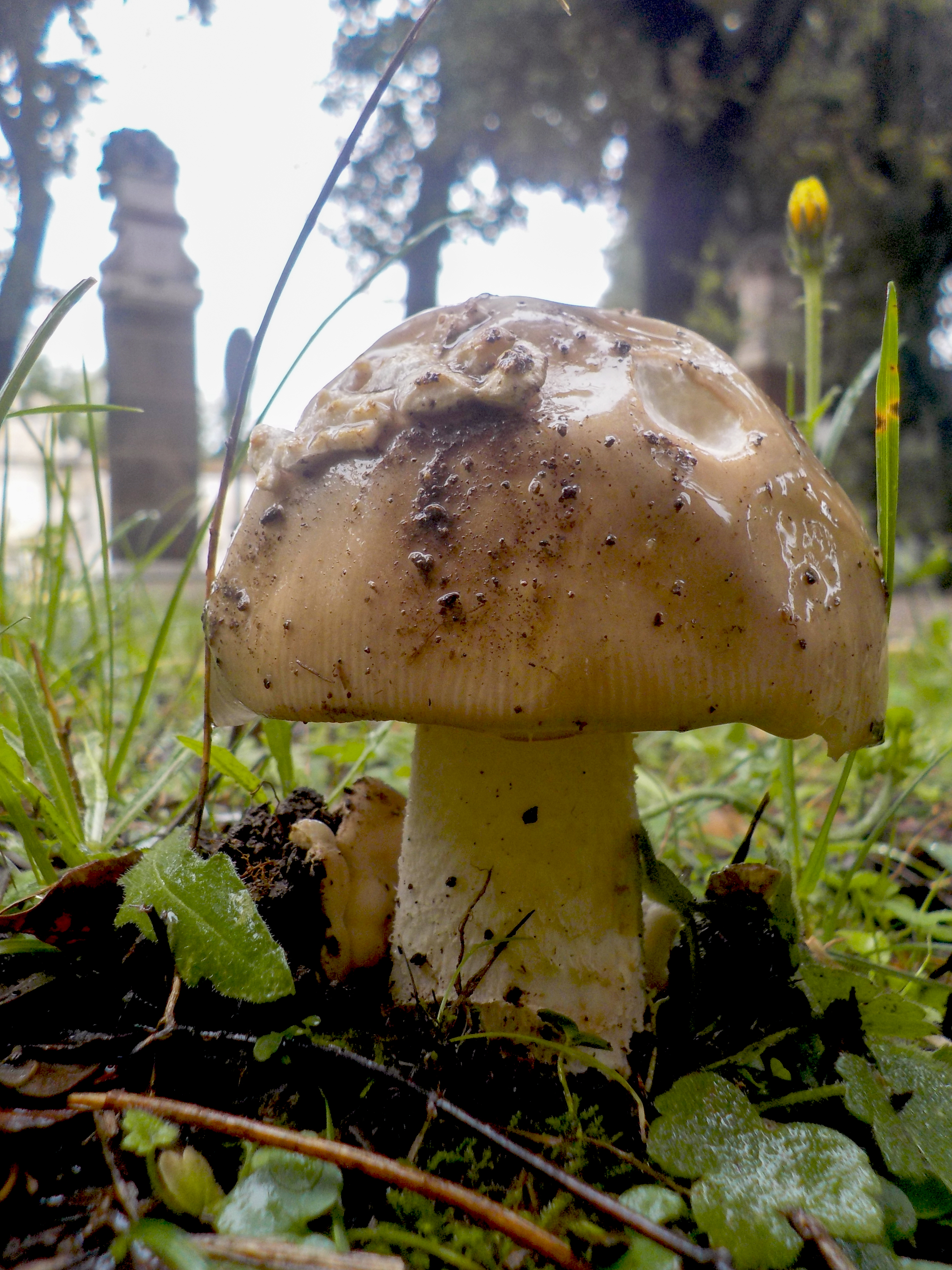

Muchomor szaropłowy (Amanita lividopallescens (Gillet) Bigeard & H. Guill.) – gatunek grzybów należący do rodziny muchomorowatych (Amanitaceae).

## Systematyka i nazewnictwo
Pozycja w klasyfikacji według Index Fungorum: Amanita, Amanitaceae, Agaricales, Agaricomycetidae, Agaricomycetes, Agaricomycotina, Basidiomycota, Fungi.
Po raz pierwszy takson ten opisał w 1888 r. Claude-Casimir Gillet jako odmianę muchomora szarawego (Amanita vaginata var. lividopallescens). Obecną, uznaną przez Index Fungorum nazwę nadali mu w 1913 r. René Bigeard i Jean Guillot.
Synonimy naukowe:

- Amanita lividopallescens f. malleata (Piane ex Bon) Hanss 2020
- Amanita lividopallescens var. globosispora E. Ludw. 2012
- Amanita malleata (Piane ex Bon) Contu 1986
- Amanita malleata Piane 1972
- Amanita vaginata var. lividopallescens Gillet 1888
- Amanitopsis malleata Piane ex Bon 1983
- Amanitopsis vaginata f. lividopallescens (Gillet) E.-J. Gilbert 1918[2].

Nazwę polską zaproponował Władysław Wojewoda w 2003 r.

## Morfologia
Kapelusz
Średnica 8–15 cm, początkowo półkulisty, potem kolejno wypukły, płaski i wklęsły. Powierzchnia o zmiennej barwie, ale zawsze jasna; od białej do kremowobiałej, sinoszarej lub kremowoszarej, na środku ciemniejsza, z rzadkimi, białymi łatkami będącymi pozostałością osłony.
Blaszki
Średnio gęste, wolne, z międzyblaszkami, początkowo białe, potem białawo-kremowe. Ostrza tej samej barwy, równe.
Trzon
Wysokość 9–15 cm, grubość 1,5–3 cm, mocny, cylindryczny, nieco węższy u wierzchołka i rozszerzony u podstawy, smukły, pusty. Powierzchnia biała, pokryta drobnymi, jednokolorowymi kłaczkami lub łuskami w kolorze kapelusza. Brak pierścienia. Pochwa duża i błoniasta, u góry postrzępiona i wolna, krucha, biała, czasem z odcieniem jasnej ochry.
Miąższ
Jędrny, delikatny, biały, nie zmieniający barwy po przekrojeniu, o grzybowym zapachu i słodkawym smaku.
Wysyp zarodników
Biały. Zarodniki nieamyloidalne.
Gatunki podobne
Od muchomora szarawego (Amanita vaginata) odróżnia się jaśniejszą barwą, budową pochwy i trzonem pokrytym łuskami w kolorze kapelusza.

## Występowanie i siedlisko
Znane jest występowanie muchomora szaropłowego tylko w Europie i Maroku. Jest to gatunek rzadki. W Polsce jedyne do 2003 r. stanowisko podał Stanisław Domański w Lasach Łochowskich w nadleśnictwie Wyszków w 1997 r. W. Wojewoda umieścił go w wykazie wielkoowocnikowych grzybów Polski ze znakiem zapytania – są wątpliwości co do prawidłowego oznaczenia gatunku.
Naziemny grzyb mykoryzowy. Rośnie w lasach iglastych. Owocniki tworzy od czerwca do września. Według źródeł zagranicznych rośnie głównie w lasach liściastych, zwłaszcza pod dębami.